# Đức Dương

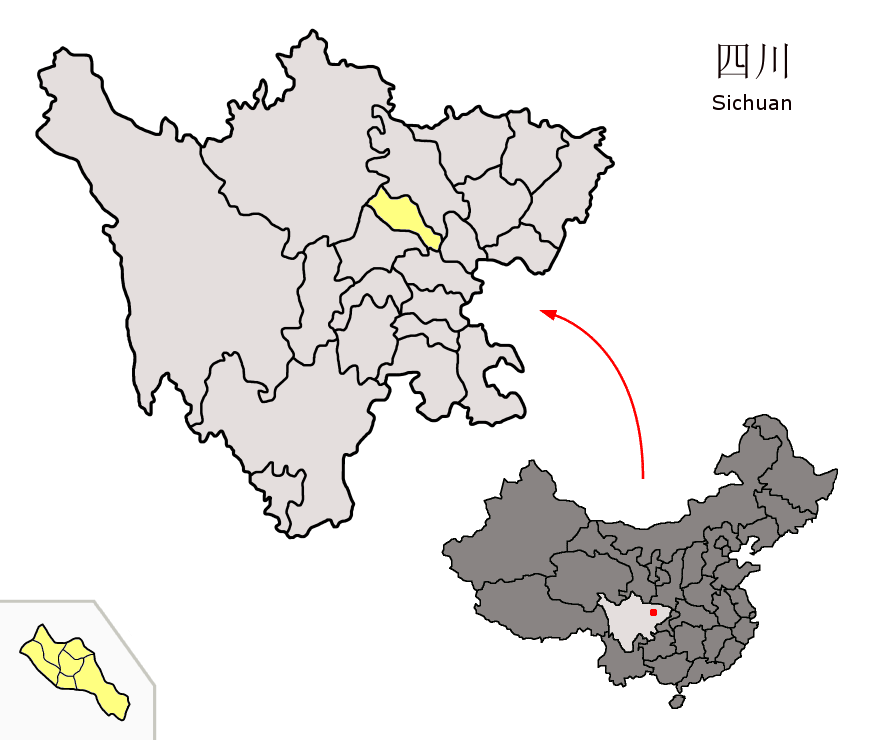
Vị trí của Đức Dương (vàng) trong Tứ Xuyên

Đức Dương (chữ Hán giản thể: 德阳, chữ Hán phồn thể: 德陽, bính âm Hán ngữ: Déyáng) là một địa cấp thị thuộc tỉnh Tứ Xuyên, Trung Quốc. Diện tích của Đức Dương là 5.818 km², dân số năm 2004 là 3.810.000 người.

## Các đơn vị hành chính
Địa cấp thị Đức Dương quản lý các đơn vị cấp huyện sau:

### Các quận nội thành
Các quận:
- Tinh Dương (旌阳区)
- La Giang (罗江区)

### Các thành phố cấp huyện
- Quảng Hán (广汉市)
- Thập Phương (什邡市)
- Miên Trúc (绵竹市)

### Các huyện
Các huyện:
- Trung Giang (中江县)